# Adam Myerson
Pour les articles homonymes, voir Myerson.
Adam Myerson, né le 9 mai 1972 à Brockton, est un coureur cycliste américain. Il participe à des compétitions sur route et sur piste. Adam est un promoteur actif des courses, organisateur des séries et entraîneur. Il a été le premier américain en commission UCI de Cyclocross (jusqu'à 2009). Myerson a été végétarien depuis 1989, pour des raisons liées par excellence à la défense des droits des animaux,. Il a aussi été strict végane à partir du début des années 2000 jusqu'à 2006,. Il est propriétaire et entraîneur en chef de Cycle-Smart, Inc et on le considère très souvent comme auteur de la phrase "Belgian Tractor Pull" (Course de Tracteurs Belges) pour décrire le sport du cyclocross.

## Palmarès sur route
- 2003
  - 8e étape de l'An Post Rás
  - Fall River Criterium
- 2005
  - Hartford Downtown Criterium
  - Sturbridge Road Race
- 2007
  - 3e de la Harlem Skyscraper Classic
- 2008
  - Marlton-Evesham-Marlton
  - Witches Cup
  - Mengoni Grand Prix
- 2009
  - Crossrads Classic
  - Exeter Hospital Criterium
  - Witches Cup
- 2010
  - Chris Hines Sunshine Criterium
  - Greylock Federal Criterium
- 2011
  - Chris Hinds Sunshine Criterium
- 2012
  - Exeter Criterium
- 2013
  - Mystic Velo Criterium
- 2014
  - Exeter Classic[9]
- 2015
  - Chris Hinds Sunshine Criterium
  - 8e étape du Tour of America's Dairyland
  - Gran Prix of Beverly
  - 2e du Tour de Somerville
- 2017
  -  Champion des États-Unis sur route masters (45-49 ans)[10]
  - Chris Hinds Criterium
  - 3e de la Clarendon Cup
- 2018
  -  Champion des États-Unis du critérium masters (45-49 ans)[11]
  - Exeter Criterium
  - Gran Prix of Beverly
- 2023
  - 2e du Wilmington Grand Prix

## Palmarès en cyclo-cross
- 2015-2016
  -  Champion des États-Unis de cyclo-cross masters (45-49 ans)
- 2016-2017
  -  Champion des États-Unis de cyclo-cross masters (45-49 ans)
- 2017-2018
  -  Champion des États-Unis de cyclo-cross masters (45-49 ans)
- 2018-2019
  -  Champion panaméricain de cyclo-cross masters (45-54 ans)
  -  Champion des États-Unis de cyclo-cross masters (45-49 ans)